# Elevator Pitch
Ein Elevator Pitch, auch genannt Elevator Speech oder Elevator Statement, ist eine Methode für eine kurze Zusammenfassung einer Idee. Der Fokus liegt auf positiven Aspekten wie zum Beispiel der Einzigartigkeit.
Der Kerngedanke eines „elevator pitches“ (auf Deutsch in etwa Aufzugszusammenfassung) basiert auf dem Szenario, eine wichtige Person in einem Aufzug zu treffen und diese dann während der Dauer einer Aufzugsfahrt von einer Idee zu überzeugen. Ist die Idee überzeugend genug vorgestellt worden, wird das Gespräch weitergeführt oder man verabredet sich zu einem weiterführenden Meeting. Ziel ist es, positiv im Gedächtnis zu bleiben.

## Einsatzmöglichkeiten
Ursprünglich war ein Elevator Pitch eine Präsentation, die dazu dienen sollte, einen Investor in kurzer Zeit von einer Geschäftsidee zu überzeugen. So wird Elevator Pitch oft in Projekten oder Verkaufsgesprächen verwendet, bei denen es wichtig ist, Ideen präzise zu formulieren und auf den Punkt zu bringen. Besonders in der agilen Projekt- und Organisationswelt werden solche Pitches regelmäßig eingesetzt. Mit der Methode soll die Aufmerksamkeit geweckt werden, hieraus ergeben sich die folgenden Einsatzmöglichkeiten:
- Ideen vorstellen und von Reaktionen lernen
- Verbesserungsvorschläge sammeln
- Unterstützung erbitten
- Entscheidungen vorbereiten

Als mögliche Fragen für die Vorbereitung werden empfohlen: Wer bin ich? Was tue ich? Was haben andere davon? Wozu möchte ich mein Gegenüber veranlassen?